# Wingspan (bordspel)
Wingspan is een bordspel ontworpen door Elizabeth Hargrave en uitgegeven door 999 Games in 2019. Het is een engine-building bordspel waarin spelers met elkaar wedijveren om vogels naar hun natuurreservaten te lokken. Voor de ontwikkeling van het spel trok Hargrave eropuit in Maryland, waar ze vogels ging spotten. Deze statistieken, gecombineerd met informatie uit verschillende biologische databases, creëerden een realistische basis voor het spel. De speciale krachten van vogels werden ook zo gekozen dat ze leken op kenmerken uit het echte leven. Wanneer het spel werd uitgebracht, kreeg Wingspan lovende kritieken en commerciële lof voor de spelopbouw, nauwkeurige thematische elementen en artwork. De game won ook talloze prijzen, waaronder het Kennerspiel des Jahres 2019 en de Vlaamse variant Gouden Ludo 2019. Door het succes zijn er later ook diverse uitbreidingen met vogels uit andere werelddelen verschenen. In 2020 werd ook een digitale editie van het spel uitgegeven.

## Spelverloop
Bij het spelen van Wingspan verzamelen spelers verschillende voedselbronnen waarmee ze nieuwe vogels kunnen toevoegen aan hun spelersbord. De geïllustreerde vogelkaarten kunnen, afhankelijk van het type vogel, in de drie aanwezige habitats geplaatst worden. Elke habitat is gekoppeld aan een andere actie van de speler: zo verkrijg je voedselfiches in het bos, eieren in het veld en nieuwe vogelkaarten in het water.  Gedurende vier ronden activeren de spelers om de beurt de habitats op hun spelersborden of voegen ze nieuwe vogels toe. Naarmate er meer vogels aan een leefgebied worden toegevoegd, wordt de handeling binnen die habitat versterkt. Bovendien hebben sommige vogels speciale vaardigheden die worden geactiveerd wanneer een speler hun habitat gebruikt.  

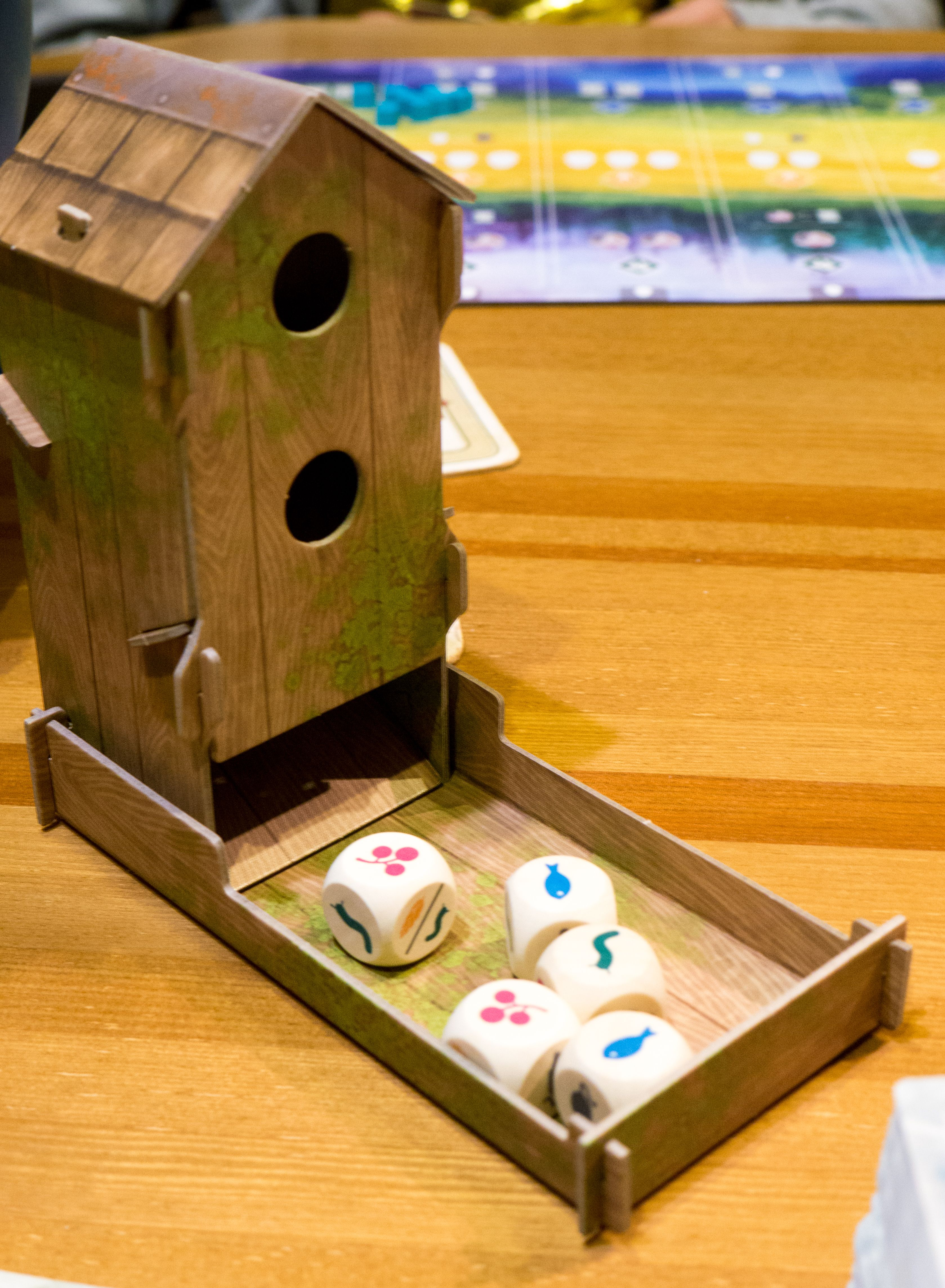
De voedertoren, die het beschikbare voedsel bepaalt. Een onderdeel van Wingspan.

Aan het einde van het spel krijgen spelers punten voor de verzamelde vogels op hun bord, de doelen die ze tijdens elke ronde en gedurende het spel hebben behaald, het aantal verzamelde eieren op de vogels, het voedsel dat op kaarten is opgeslagen en de kaarten die onder kaarten zijn opgeslagen. De speler met de meeste punten wint. 